# Vastemõisa
Vastemõisa (Wastemois en allemand) est un village de la commune de Põhja-Sakala, situé dans le comté de Viljandi en Estonie.

## Géographie
Le village s'étend sur 10,8 km2 et son centre est situé à 10 km au nord-ouest de Viljandi.

## Histoire
Le village est mentionné pour la première fois dans les documents en 1559.
De 1990 à 2005, il forme une commune à part entière qui est supprimée et rattachée à celle de Suure-Jaani, elle-même intégrée en 2017 au sein de Põhja-Sakala.

## Démographie
La population, en constante diminution, s'élevait à 381 habitants en 2012 et à 367 habitants en 2020.